# 4-Nitrobenzaldéhyde
Le 4-nitrobenzaldéhyde ou paranitrobenzaldéhyde  est un composé organique aromatique. C'est l'isomère para du nitrobenzaldéhyde.

## Synthèse
Le 4-nitrobenzaldéhyde est obtenu par oxydation du 4-nitrotoluène par le trioxyde de chrome dans l'anhydride acétique. L'intermédiaire, le 4-nitrobenzaldiacétate, est ensuite hydrolysé par l'acide sulfurique dans l'éthanol.

Synthèse du 4-nitrobenzaldéhyde